# Angarosphex
Angarosphex (лат.) — ископаемый род мелких сфекоидных ос из семейства Angarosphecidae из отложений мелового периода. Название дано от имени древнего сибирского материка Ангарида.

## История
Один из древнейших родов ос, возраст составляет более 100 млн лет (нижний мел).

## Распространение
Бразилия, Великобритания, Испания, Китай, Монголия, Россия (Бурятия) и КНДР.

## Описание
Мелкие осы, длина менее 1 см. Передние крылья с заострёнными ячейками 3r, касающимися края крыла, ячейки 2rm и 1mcu маленькие, ячейка 2r-m касается RS дистальнее 2r-rs, ячейка 2m-cu касается ячейки 3rm, cu-a антерофуркальная (базальная для ячейки 1mcu).

## Классификация
Включает 16 ископаемых видов. Род был впервые выделен в 1975 году советским палеоэнтомологом Александром Павловичем Расницыным.
- Angarosphex baektoensus Jon et al., 2019[3]
- Angarosphex beiboziensis (Hong, 1984)[5]
  - =Palaeapis beiboziensis
  - =Archisphex beiboziensis
- Angarosphex bleachi Rasnitsyn et Jarzembowskii, 1998[4]
- Angarosphex consensus Rasnitsyn et Jarzembowskii, 1998[4]
- Angarosphex goldringi Jarzembowski, 1991[6]
- Angarosphex lithodes  (Zhang, 1985)[7]
  - =Shandongodes lithodes
- Angarosphex lithographicus Rasnitsynet et Ansorge, 2000[8]
- Angarosphex magnus (Darling, 1990)[9]
  - =Cretosphex magnus
- Angarosphex myrmicopterus Rasnitsyn, 1975typus[1]
- Angarosphex niger Rasnitsyn, 1990[10]
- Angarosphex pallidus Rasnitsyn, 1986[11]
- Angarosphex parvus (Darling, 1990)[9]
  - =Cretosphex parvus
- Angarosphex penyalveri Rasnitsyn et Martínez-Delclòs, 2000[12]
- Angarosphex saxosus Zhang, Rasnitsyn & Zhang, 2018[2]
- Angarosphex strigosus (Zhang, 1992)[13]
  - =Calobaissodes strigosus
- Angarosphex venulosus (Zhang, 1985)[7]
  - =Archisphex venulosus
  - =Mataeosphex venulosus